# Valget i Tyskland 1884
Valget i Tyskland 1884 var det 6. føderale valg i Tyskland efter den tyske rigsgrundlæggelse.

## Resultater
| Parti                                                      | Mandater |
| ---------------------------------------------------------- | -------- |
| Det katolske centerparti (Z - Zentrum)                     | 99       |
| Konservative (DK - Deutschkonservativen)                   | 78       |
| Liberale (FP - Freisinnige Partei)                         | 67       |
| Nationalliberale (NL - Nationalliberalen)                  | 51       |
| Konservative nasjonalister (DRP - Deutsche Reichspartei)   | 28       |
| Franske og elsassiske regionalister (A - Asatianen)        | 15       |
| SPD                                                        | 15       |
| Den polske listen (P - Polen)                              | 14       |
| Deutsch-Hannoversche Partei (DHP - hannoverske loyalister) | 11       |
| Nationalister (DVP - Deutsche Volkspartei)                 | 7        |
| Den danske liste (D - Dänen)                               | 1        |
| Totalt                                                     | 386      |

| Valg | Spire Denne valgsartikel er en spire som bør udbygges. Du er velkommen til at hjælpe Wikipedia ved at udvide den. |